# Paulus Gouverneur
Paulus Gouverneur (Oudenbosch, 14 december 1786 - Breda, 12 maart 1860) was een advocaat en gematigd liberaal politicus uit Noord-Brabant.
Paulus Gouverneur was een zoon van de schipper Johannes Gouverneur en Maria de Bruijn. Hij studeerde Romeins en hedendaags recht aan de Hogeschool te Leiden, waar hij in 1809 promoveerde op dissertatie. Hij werd vervolgens avocaat in Breda. In 1839 was hij enige maanden lid van de Provinciale Staten van Noord-Brabant. Van 1850 tot 1853 was hij nogmaals lid van de Provinciale Staten.
In 1839 versloeg Gouverneur het aftredende Tweede Kamerlid Arnoldus Josephus Ingenhousz, en werd hij bij de derde stemming in de Tweede Kamer der Staten-Generaal gekozen door de Provinciale Staten. Hij zou lid blijven tot 1848. In 1850 werd hij bij de algemene verkiezingen verslagen (hij kreeg slechts 17% van de stemmen), maar in 1851 werd hij wel weer gekozen in een tussentijdse verkiezing. In 1852 werd hij bij de periodieke verkiezingen weer verslagen (door de liberaal Carolus Cornelius Aloysius Beens), al was hij sinds maart 1852 al afwezig wegens ziekte.
In de Tweede Kamer voerde hij zelden het woord - als hij dat wel deed, was dat hoofdzakelijk over financiële en juridische onderwerpen. Hij stelde zich gematigd liberaal op. Al in 1839 pleitte hij voor een direct gekozen en ontbindbare Kamer, maar hij was wel tegen het voorstel van de Negenmannen. In 1840 stemde hij tegen alle voorstellen tot Grondwetsherziening, en in 1848 stemde hij vóór alle voorstellen.
Tussen 1846 en 1850 was hij districtscommissaris van het vierde district van Noord-Brabant. Gouverneur bleef ongehuwd, en werd in 1847 benoemd tot Ridder in de Orde van de Nederlandse Leeuw.